# Ceryx basilewsky
Ceryx basilewsky là một loài bướm đêm thuộc phân họ Arctiinae, họ Erebidae.